# Nueva economía
El término nueva economía fue acuñado por el economista Brian Arthur, aunque fue popularizado principalmente por Kevin Kelly, el editor de la revista "Wired". 

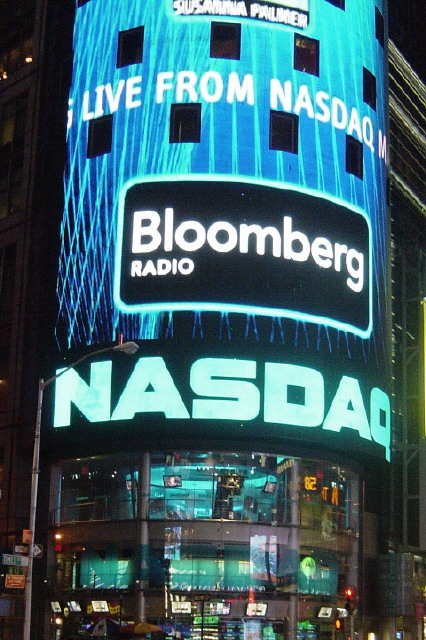
Edificio sede del NASDAQ en Times Square.

Este término fue creado a finales de los años 1990 para describir la evolución  de una economía basada principalmente en la fabricación y la industria a una economía basada en el conocimiento, en los Estados Unidos y otros países desarrollados, debido en parte a los nuevos progresos en tecnología y a la globalización económica. En ese momento, algunos analistas entendieron que este cambio en la estructura económica había creado un estado de crecimiento constante y permanente, de desempleo bajo, y relativamente inmune a los ciclos macroeconómicos de auge y depresión. Además, creyeron que el cambio ponía en obsolescencia antiguas prácticas de negocios.
La primera vez que se manejó públicamente el término de Nueva Economía fue el 30 de diciembre de 1996 por la revista Business Week en el informe de Michael J. Mandel denominado "El triunfo de la Nueva Economía".
En los mercados financieros, el término se ha asociado al auge de las empresas punto-com. Esto incluyó la aparición del Nasdaq como rival a la bolsa de acciones de Nueva York (NYSE), una gran cantidad de lanzamientos de empresas a Oferta Pública de Venta (OPV), el aumento de valor de las acciones de las punto-com sobre empresas establecidas, y el uso frecuente de herramientas tales como las opciones sobre acciones (stock options).
La recesión de 2001 desacreditó muchas de las predicciones más extremas hechas durante los años del auge. Sin embargo, la investigación subsiguiente sugiere fuertemente que el crecimiento de la productividad fue estimulado por la fuerte inversión en tecnologías de la información.

## Principios
La Nueva Economía tiene tres rasgos fundamentales, profundamente interrelacionados.
- Se centra en la información y el conocimiento como bases de la producción, la productividad y la competitividad.
- Es una economía global, la producción y gestión de bienes y servicios se organiza a nivel planetario.
- Internet es el sistema de organización en la Nueva Economía.

La principal característica de la Nueva Economía es la ausencia de fricción. La economía clásica tiene lugar en el espacio y en el tiempo, eso implica que cualquier actuación (económica o no) implica pérdidas de energía por causa de la fricción. Las transacciones económicas que tienen lugar a través de la red reducen considerablemente la fricción, debido a lo que se ha llamado 'la desaparición de las distancias', esa desaparición de las distancias, unida a la desmaterialización de la economía han sido presupuestos necesarios para el nacimiento de la Nueva Economía.
El fenómeno de la globalización está intrínsecamente unido al de la Nueva Economía. La economía mundial cada vez se encuentra más interrelacionada, los mercados se amplían y flexibilizan, la producción se deslocaliza y las grandes empresas enfrentan la creciente competencia mediante alianzas y fusiones.
Asistimos a un incremento de la productividad superior al de otros ciclos que trae aparejado una mayor contención de la inflación (principalmente en EE. UU.), la Nueva Economía alarga el ciclo económico expansionista gracias a la preponderancia que adquieren el conocimiento y la innovación dentro del proceso productivo, estos se ven favorecidos por otras características como el proceso de desregulación económica y el desarrollo de nuevos mercados.

## Nueva Economía y las leyes económicas
Hasta la crisis de las empresas punto com, existían dos posturas antagónicas acerca de la relación entre la nueva economía y las leyes económicas:
- Por un lado algunos observadores sostenían que con la Nueva Economía la teoría económica convencional era cosa del pasado y que esta nueva forma de hacer negocios revolucionaría las leyes económicas tradicionales. Las ideas sostenidas por Kevin Kelly, luego plasmadas en su libro “Nuevas reglas para la nueva economía”, alentaron una idea radical: la teoría económica convencional, la ciencia económica, tal como se la conocía, era cosa del pasado. Esta corriente de pensamiento fue dominante hasta el año 2000, y constituyó el soporte intelectual de toda la movida de la primera etapa de la nueva economía, durante su espectacular despegue en el período 1995-2000.
- Por otro lado, una segunda visión argumentaba que la economía con sus conceptos básicos y sus herramientas sigue siendo la de siempre, pero a partir de la generalización de las nuevas tecnologías, se ha generado un nuevo modelo de negocios que, progresivamente, va incrementando la eficiencia y ofreciéndole al cliente productos y servicios cada vez más cercanos a los que éste demanda. De esta forma, si interpretamos el término nueva economía en el sentido de los principios económicos que rigen el funcionamiento de los negocios, no existe novedad alguna, lo que se ha generado, son nuevos modelos de negocios que, pueden resultar rentables y / o han logrado una mayor eficiencia en negocios existentes. Según palabras de Shapiro y Varian en el libro Information Rules: A Strategic Guide to the Network Economy “La tecnología cambia, las leyes económicas no”, los fundamentos de la economía industrial y de la economía de la información son los mismos. Lo que cambia es la relevancia de ciertas ideas económicas que permiten interpretar comportamientos propios de negocios donde prima el manejo de información, las cuales tenían una aplicación limitada en empresas industriales.

Parece que tras el crash de las bolsas que comenzó en el año 2000 y que es conocido como Burbuja .com, esta segunda interpretación sea la más aceptada, sin embargo, Brian Arthur opina que hoy conviven dos realidades económicas distintas, en la parte tradicional de la economía se aplica la Ley de los rendimientos decrecientes, mientras que la Ley de los rendimientos crecientes es típica de las áreas basadas en el conocimiento, "La economía de nuestros días se bifurcó en dos mundos interconectados - son dos mundos con lógicas económicas diferentes (...) es un error insistir que lo que funciona en una, funcionará en la otra".

## La organización en red
La producción económica se organiza en torno a redes informáticas. Empresas, clientes y proveedores aumentan su colaboración y control de los procesos de generación de valor, en beneficio de su competitividad.

## La gestión del cambio
La Nueva Economía afecta en mayor o menor medida a todas las actividades y sectores económicos y a la forma de entender los negocios. La Nueva Economía permite a las empresas personalizar la relación con el cliente disminuyendo al tiempo precios y costos, es al mismo tiempo una oportunidad de conseguir mayor productividad y bienestar económico y un peligro por cuanto la falta de comprensión y adaptación a las nuevas reglas dificultará la competitividad de aquellos que no sean capaces de gestionar el cambio.